# 溝江景逸
溝江 景逸（みぞえ かげやす）は、戦国時代から安土桃山時代にかけての武将。朝倉氏、後に織田氏の家臣。越前国坂井郡溝江城主。

## 略歴
天文24年（1555年）、朝倉宗滴による加賀一向一揆攻めで戦功を挙げており、その奮戦振りが『 朝倉始末記』に記されている。
その後、一乗谷城の戦いで朝倉氏が滅亡すると織田信長に降伏して朝倉土佐守の所領を得るものの、翌年の越前一向一揆との戦いで溝江城を攻められ、子の長逸をはじめ一族と共に自害した。